# Murat Yakin
Murat Yakın (15 de septiembre de 1974 en Basilea, Suiza) es un exfutbolista y entrenador de fútbol suizo de origen turco. Actualmente es el seleccionador de Suiza. Su hermano es el también exfutbolista Hakan Yakin.

## Carrera como jugador
Yakin pasó la etapa más larga de su carrera jugando en el club de su ciudad natal FC Basel, donde fue el eje defensivo, capitán y líbero de un equipo que disfrutó de un éxito nacional y europeo relativo. Ganó la Superliga suiza en cinco ocasiones (1995, 1996, 2002, 2004, 2005), y la Copa de Suiza tres veces (1994, 2002, 2003). Recuerda el partido de clasificación de vuelta de la Liga de Campeones 2002-03 el 28 de agosto de 2002 contra el Celtic en St. Jakob-Park como el "partido de su vida". Basel ganó el juego 2-0, con Yakin anotando el segundo gol en el minuto 22 cuando Basilea se clasificó 3-3 en la regla de los goles fuera de casa para la fase de grupos de la UEFA Champions League 2002-03.
Yakin fue internacional 49 veces con la selección nacional de Suiza, representando a su país en la Eurocopa 2004.

## Carrera como entrenador

### Inicios
Yakin fue nombrado entrenador del FC Thun en 2009 después de un tiempo como entrenador juvenil en el Grasshoppers. Yakin llevó a Thun a la promoción en su primer año como entrenador allí, ganando la Swiss Challenge League en 2010. En su segunda temporada con el club, Thun logró terminar quinto en la Superliga suiza y se ganó un lugar en la segunda clasificación ronda de la UEFA Europa League de la temporada siguiente.
En mayo de 2011, se unió al FC Lucerna por 200.000 francos suizos. Reemplazó a Christian Brand, quien fue nombrado entrenador interino después del despido de Rolf Fringer.

### Basel
El 15 de octubre de 2012, Yakin fue nombrado nuevo entrenador del FC Basel. Bajo su dirección, Basilea ganó dos veces, en casa y fuera, contra el Chelsea en la fase de grupos de la UEFA Champions League 2013-14. Elogió a los aficionados en el estadio y dijo que empujaron al equipo a ganar durante los 90 minutos. También estaba encantado de haber recibido elogios del entonces técnico del Chelsea José Mourinho. El 17 de mayo de 2014, FC Basel anunció que Yakin ya no estaba en el club después de guiarlos a dos títulos nacionales en la misma cantidad de años.

### Spartak de Moscú
El 16 de junio de 2014, Yakin fue designado entrenador del equipo de la Liga Premier de Rusia Spartak de Moscú. Según los medios rusos, el trato fue un contrato a largo plazo con Yakin ganando un salario anual de 1,6 millones de euros (2,18 millones de dólares).
El 30 de mayo de 2015, tras solo una temporada en el club, su contrato con el club fue rescindido tras un acuerdo mutuo.

### FC Schaffhausen
El 21 de diciembre de 2016, Yakin firmó un contrato válido hasta el 30 de junio de 2017 como entrenador del FC Schaffhausen. El 27 de abril de 2017 se prorrogó un año más hasta el 30 de junio de 2018.

### Grasshopper
El 25 de agosto de 2017 asumió el cargo de entrenador del Grasshopper Club Zúrich. En abril de 2018, Yakin fue puesto en libertad.

### Regreso al FC Schaffhausen
El 17 de junio de 2019, se confirmó que Yakin había regresado al FC Schaffhausen como su nuevo entrenador después de haber dejado el FC Sion ese mismo año.

### Selección de Suiza
El 9 de agosto de 2021, Yakin fue designado entrenador de la selección nacional de Suiza. En la Clasificación para la Copa Mundial 2022, Irlanda del Norte empató ante Italia a un empate sin goles, lo que aseguró su clasificación para el torneo. En agradecimiento, envió 9,3 kg de chocolate suizo a la Asociación Irlandesa de Fútbol. En la Copa Mundial de la FIFA 2022, llevó al seleccionado a terminar segundo en su grupo para clasificarse para los octavos de final, donde perdieron 6-1 ante Portugal.
En noviembre de 2023, obtuvo la clasificación a la Eurocopa 2024 después de empatar ante Kosovo en la penúltima jornada. En dicha competencia, fue eliminado en los cuartos de final luego de caer ante Inglaterra en la tanda de penaltis. En julio de 2024, extendió su contrato hasta el final de las eliminatorias para la Copa Mundial de la FIFA 2026.

## Clubes

### Como jugador
| Club                 | País     | Año       |
| -------------------- | -------- | --------- |
| Grasshoppers         | Suiza    | 1992-1997 |
| VfB Stuttgart        | Alemania | 1997-1999 |
| Fenerbahçe SK        | Turquía  | 1999-2000 |
| FC Basel             | Suiza    | 2000      |
| 1. FC Kaiserslautern | Alemania | 2000-2001 |
| FC Basel             | Suiza    | 2001-2006 |

### Como entrenador
| Club               | País  | Año       | P   | PG  | PE  | PP  | Rendimiento |
| ------------------ | ----- | --------- | --- | --- | --- | --- | ----------- |
| Thun               | Suiza | 2009-2011 | 74  | 35  | 23  | 16  | 57.66%      |
| Lucerna            | Suiza | 2011-2012 | 46  | 19  | 16  | 11  | 46.37%      |
| Basel              | Suiza | 2012-2014 | 99  | 56  | 28  | 15  | 66%         |
| Spartak Moscú      | Rusia | 2014-2015 | 32  | 13  | 8   | 11  | 48.96%      |
| Schaffhausen       | Suiza | 2016-2017 | 25  | 19  | 2   | 4   | 78.67%      |
| Grasshopper        | Suiza | 2017-2018 | 26  | 9   | 7   | 10  | 43.59%      |
| Sion               | Suiza | 2018-2019 | 28  | 9   | 7   | 12  | 40.47%      |
| Schaffhausen       | Suiza | 2019-2021 | 77  | 22  | 26  | 29  | 39.83%      |
| Selección de Suiza | Suiza | 2021-Act. | 49  | 20  | 17  | 12  | 52.38%      |
| Total              | Total | Total     | 456 | 202 | 134 | 120 | 54.1%       |

## Palmarés

### Como jugador

#### Campeonatos nacionales
| Título             | Club     | País  | Año     |
| ------------------ | -------- | ----- | ------- |
| Superliga de Suiza | FC Basel | Suiza | 2001-02 |
| Copa de Suiza      | FC Basel | Suiza | 2001-02 |
| Superliga de Suiza | FC Basel | Suiza | 2003-04 |
| Copa de Suiza      | FC Basel | Suiza | 2003-04 |
| Superliga de Suiza | FC Basel | Suiza | 2004-05 |
| Copa de Suiza      | FC Basel | Suiza | 2004-05 |

### Como entrenador

#### Campeonatos nacionales
| Título           | Club     | País  | Año     |
| ---------------- | -------- | ----- | ------- |
| Challenge League | FC Thun  | Suiza | 2009-10 |
| Superliga        | FC Basel | Suiza | 2012-13 |
| Superliga        | FC Basel | Suiza | 2013-14 |